# Distrikt Rinconada Llícuar
Der Distrikt Rinconada Llícuar liegt in der Provinz Sechura in der Region Piura in Nordwest-Peru. Der Distrikt wurde am 19. Februar 1965 gegründet. Er hat eine Fläche von 19,8 km². Beim Zensus 2017 lebten 3030 Einwohner im Distrikt. Im Jahr 1993 lag die Einwohnerzahl bei 2363, im Jahr 2007 bei 2855. Verwaltungssitz ist die 10 m hoch gelegene Kleinstadt Dos Pueblos mit 3024 Einwohnern (Stand 2017). Dos Pueblos liegt 12,5 km nordnordöstlich der Provinzhauptstadt Sechura.

## Geographische Lage
Der Distrikt Rinconada Llícuar liegt im Nordwesten der Provinz Sechura, am rechten westlichen Flussufer des Río Sechura. Im Distrikt wird bewässerte Landwirtschaft betrieben.
Der Distrikt Rinconada Llícuar grenzt im Südwesten an den Distrikt Sechura, im Nordwesten an den Distrikt Vice, im äußersten Norden an den Distrikt Bellavista de la Unión, im Nordosten an den Distrikt Bernal sowie im Südosten an den Distrikt Cristo Nos Valga.